# Instituto Nacional de Estadística (Spanien)

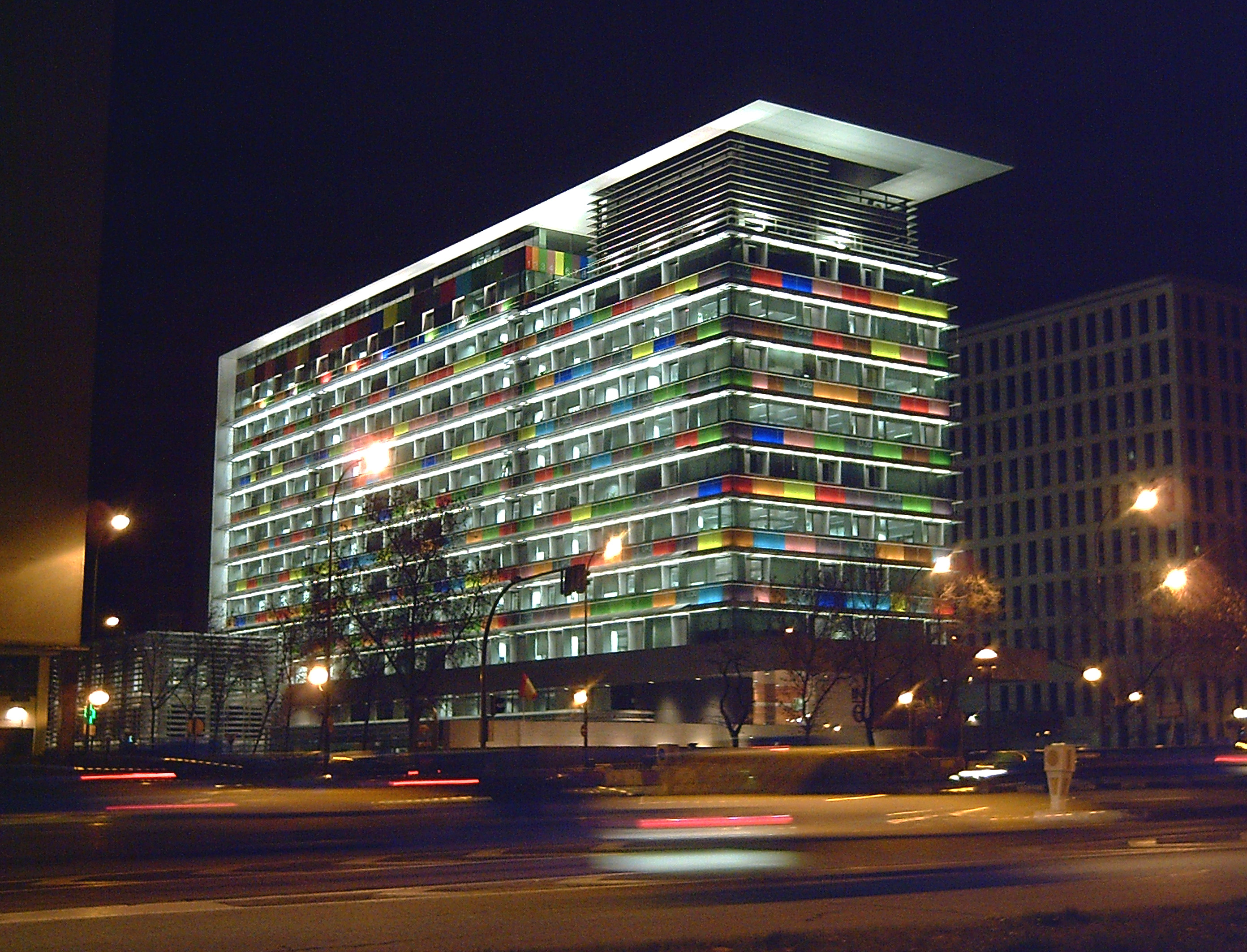
INE-Bauwerk, Madrid

Das Instituto Nacional de Estadística [instiˈtuto naθioˈnal de estaˈðistika] (Abkürzung: INE; deutsch: nationales Statistikinstitut) ist der spanische statistische Dienst. Unter anderem ist es für die Durchführung der Volkszählung zuständig.
Die Gründung erfolgte 1856.